# قصر الجوهرة
قصر الجوهرة، أحد القصور الموجودة في قلعة صلاح الدين الأيوبي بجانب مسجد محمد علي  أو قلعة محمد علي وقد تحول لمتحف، بني القصر أساساً ليكون مقراً لزوجة محمد علي باشا وقد أنشأه عام 1814م.
حرص محمّد علي باشا أن يكون هذا القصر على غاية الفخامة والأبهة. ففيه العديد من القاعات الكبيرة أشهرها قاعة الاستقبال وقاعة السّاعات التي تُعتَبر أجمل ما في القصر. وقد زُيّن القصر بأرقى فنون الزخرفة العثمانية سواء بالخشب أو بألواح الجص.
يحفل القصر بالبديع من الألوان والرسوم والنقوش. وبقي القصر يحتفظ بحظوته حتّى حُوِّل أخيرًا إلى متحفٍ للتّراث الإسلامي.

## تكوين القصر
يتكوّن التّخطيط المعماري لقصر الجوهرة من عدّة كُتلٍ رئيسةٍ تتكوّن من طَبَقتين تبدأ بالمدخل الرّئيسي الذي تقع أمامه مظلّة محمولة على أعمدةٍ رخاميةٍ، وعلى يسار هذا المدخل أبنيةٌ كثيرةٌ تعلوها أبنيةٌ أخرى تسودها البساطة وتتّصل بديوان الكتخدا أو سراي العدل التي أنشأها محمّد علي باشا؛ وبنهاية المدخل بالنّاحية الشّمالية الشّرقية حُجرةٌ مُستطيلةٌ لها سلّم مزدوجٌ يوصل إلى الميدان. وكان هذا الجناح مُخصصًا لموظّفي القصر أو مَن كانوا يُعرَفون باسم «ديوان الخاصّة»؛ كما يؤدّي ممرّ الدّخول أيضًا إلى مبانٍ خُصّصت لنوبة الحراسة وأسوار السّاحة الجنوبية للقلعة وإلى الفناء الرّئيسي الذي تطلّ عليه وحدات ديوان القصر وسقيفة بَهوِ الاستقبال الرّئيسي. أمّا الوحدات التي خُصّصَت للسكن فتتكون من جناح الاستقبال الرّئيسي أو ما كان يُعرَف باسم «الكوشك» وكان مُخصّصًا لإستقبالات محمّد علي باشا. والإيوان المُلحق به وقاعتين فرعيتين، بالإضافة إلى قاعة عرض الفرمانات أو العرش، وهي أكبر حُجرةٍ بالقصر وتشرف على ميدان القلعة حاليًا، وكان يُرَى منها القاهرة وأهرامات الجيزة في أروع منظرٍ. كما أنّنا نصل من خلال بهو الاستقبال من طريق سلّمٍ إلى الجناح البحري بقسميه والحديقة الخلفية التي عُرِفَت باسم حديقة الأسود. كما زُوّدَ القصر أيضًا بعدّة قاعاتٍ، منها قاعة الألبستر وهو نوع من أنواع الرخام، وقاعة السّاعات بالإضافة إلى الحمّام الذي عُرِفَ باسم «حمّام الألبستر».
أمّا الطّبقة الثّانية فتعلو جناح الاستقبال. ونلاحظ أنّ وحداته تلتفّ حول الفناء الرّئيسي وتؤدّي إلى سرايّ الضّيافة. وقد استُخدِمَ في زخرفة جدران وأسقف هذا القصر نقوش وزخارف مذهّبة، قوامها أشكال نباتية وزهريات ورسوم ستائر نُفّذت على طرازٍ عُرِفَ باسم «طراز الباروك والرّوكوكو» الذّي يتميّز بالوحدات الزّخرفية المتكرّرة والمناظر الطبيعية. كما امتاز هذا القصر بأنه كان يحتوي على رسوم وحدات الأسطول. وبهذا القصر استقبل محمد علي باشا كبار الزائرين من الأجانب واستمرّ مقرًا للإستقبالات الرّسمية حتى عصر الخديوي إسماعيل باشا الذي استقبل فيه السلطان عبد العزيز خان الذي زار مصر في 4 شوال سنة 1279 هـ/1862م وأقام فيه لمدة سبعة أيامٍ. ويرتبط قصر الجوهرة في القاهرة بذكرى المجزرة الكبرى التي ارتكبها محمّد علي باشا حين استضاف، في قاعة الاستقبال في هذا القصر، قادة المماليك وقتلهم جميعًا.

## معرض صور

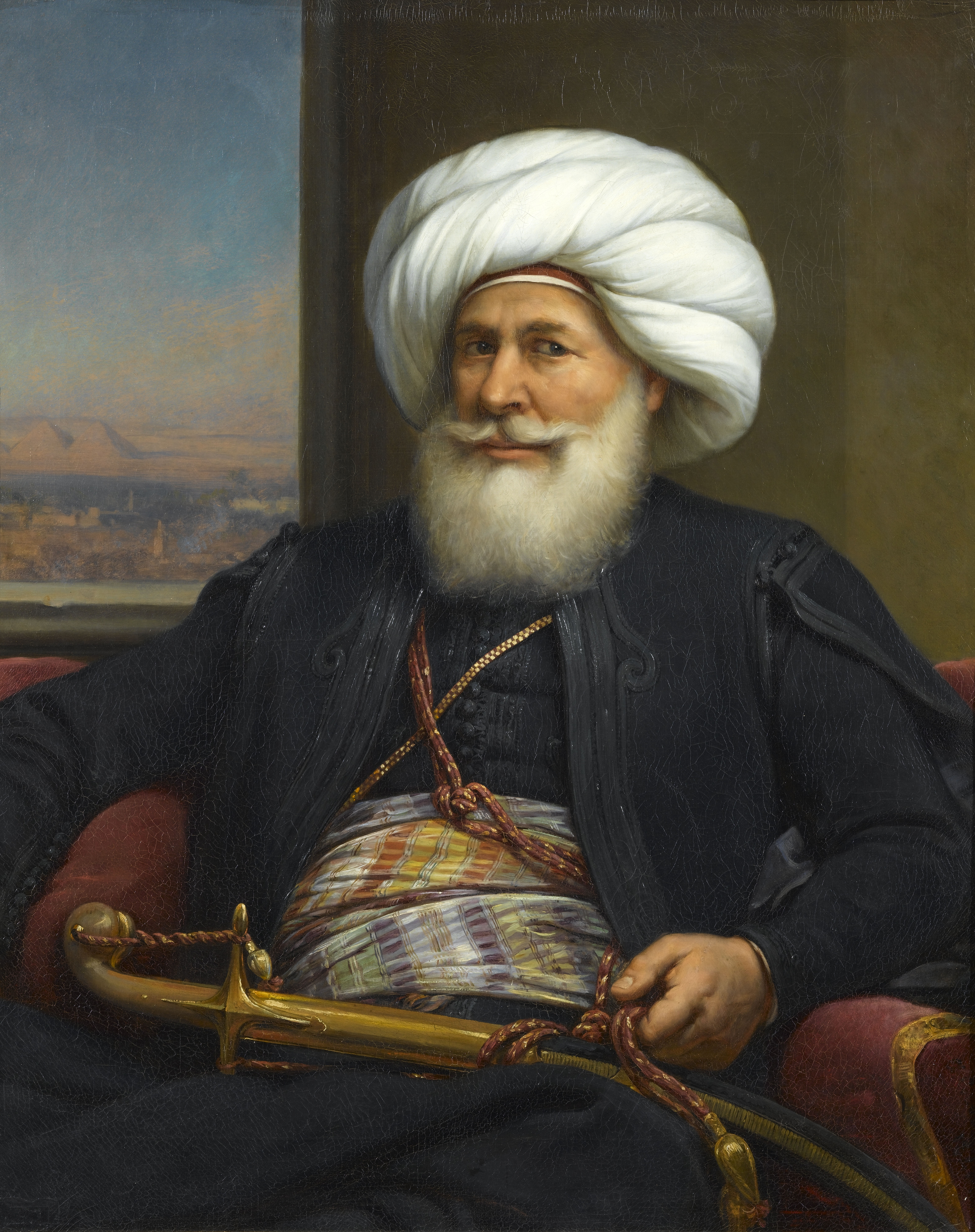
محمد علي باشا
موقع القصر في قلعة القاهرة
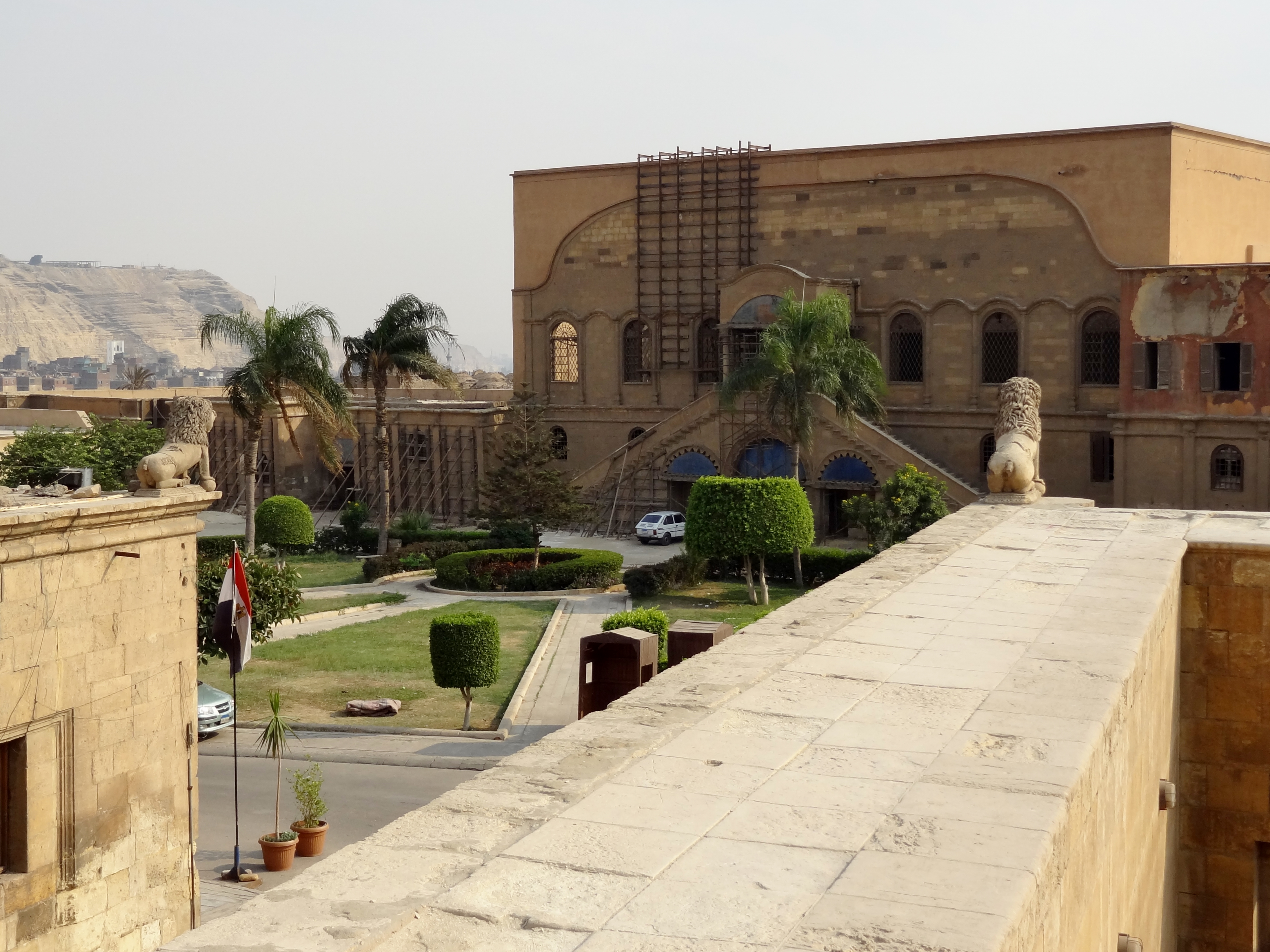
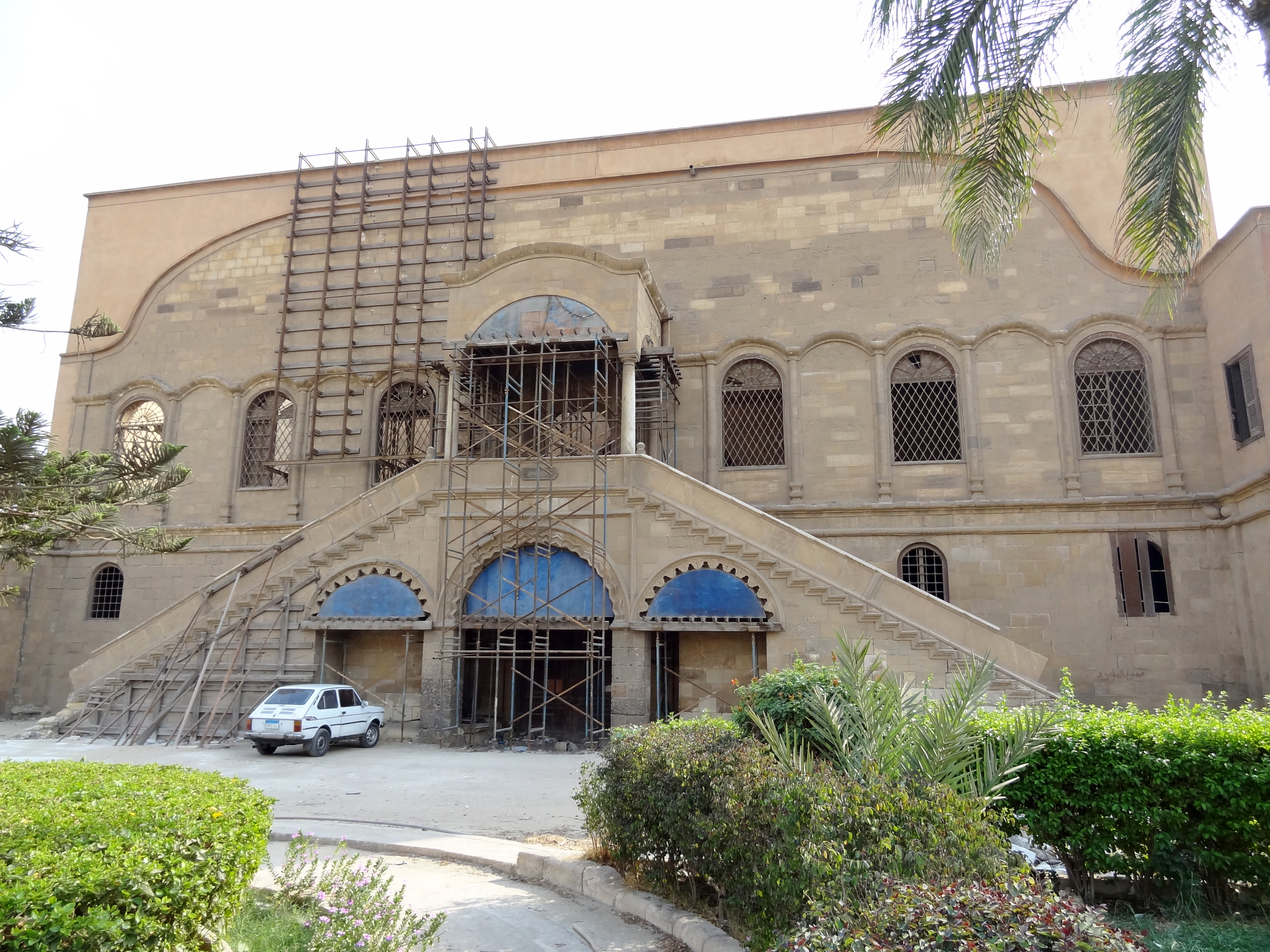
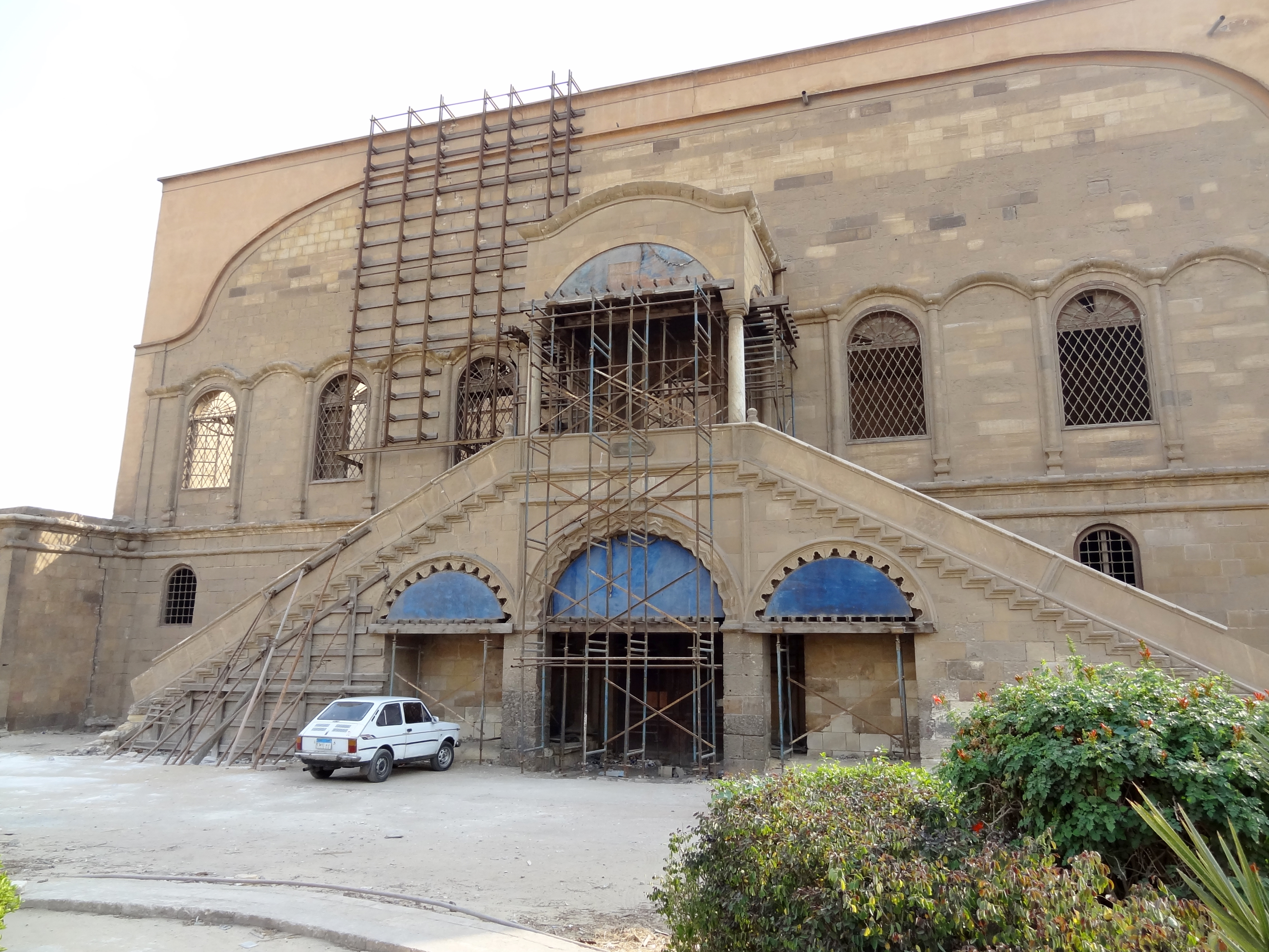
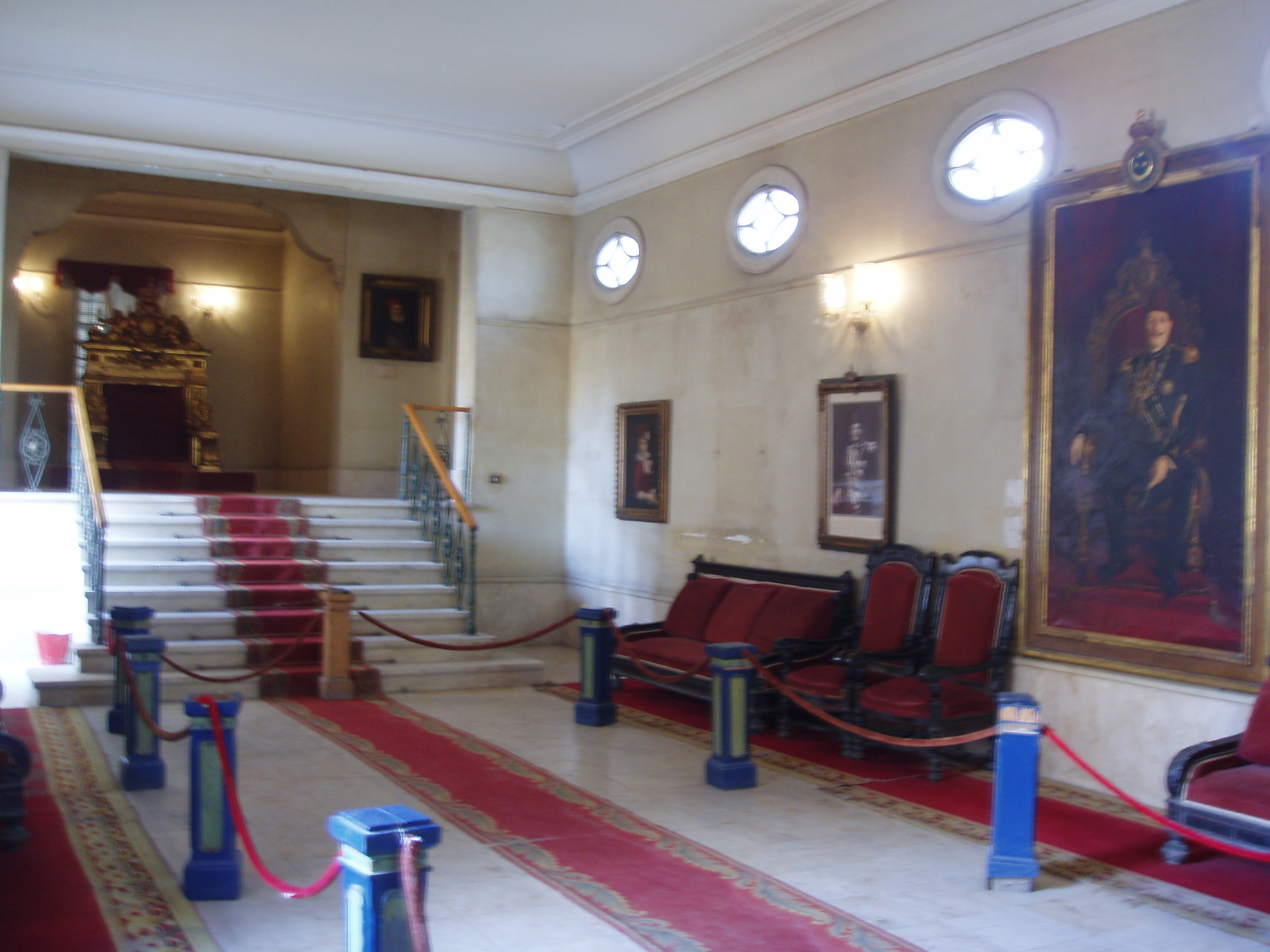
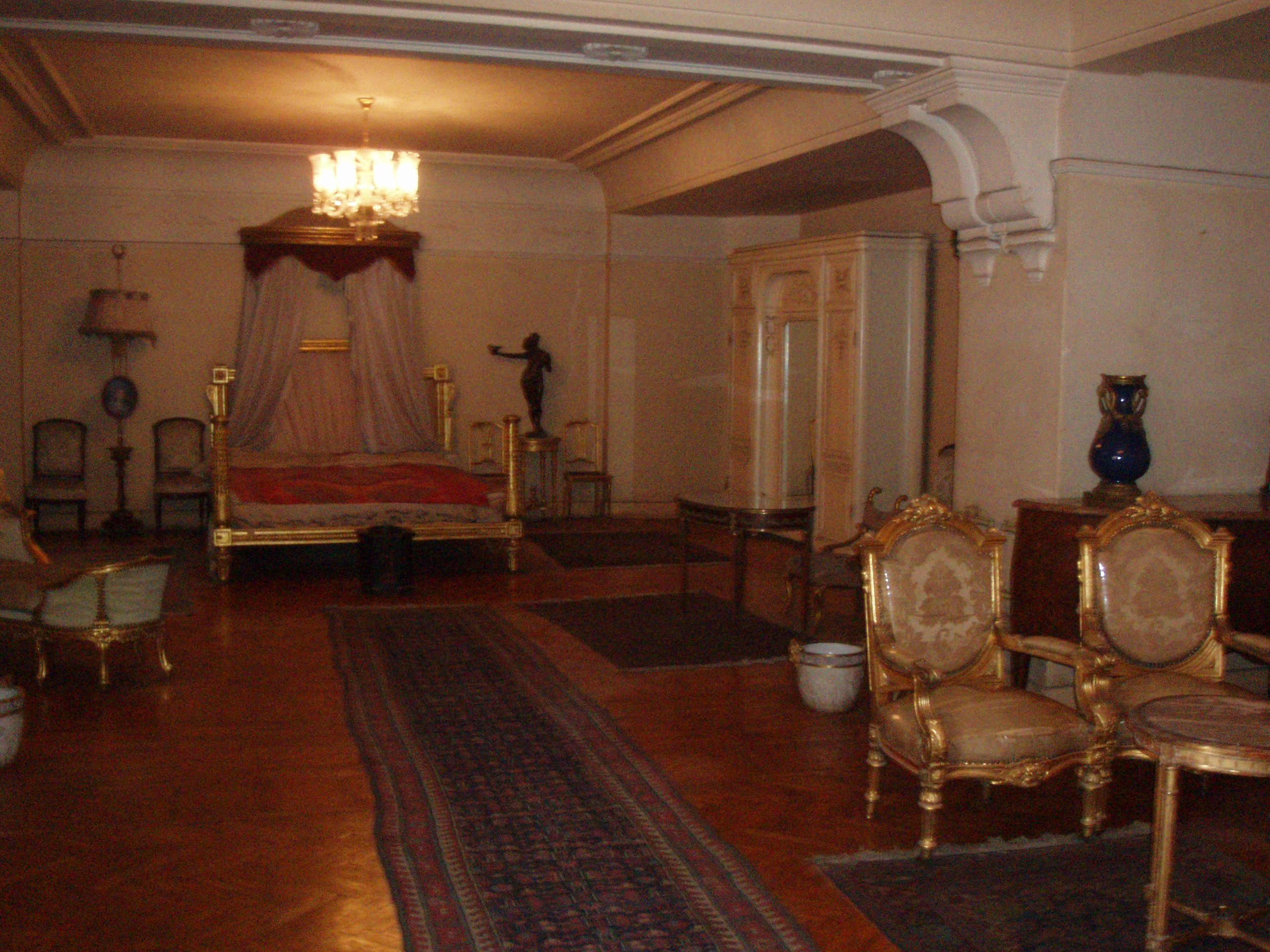
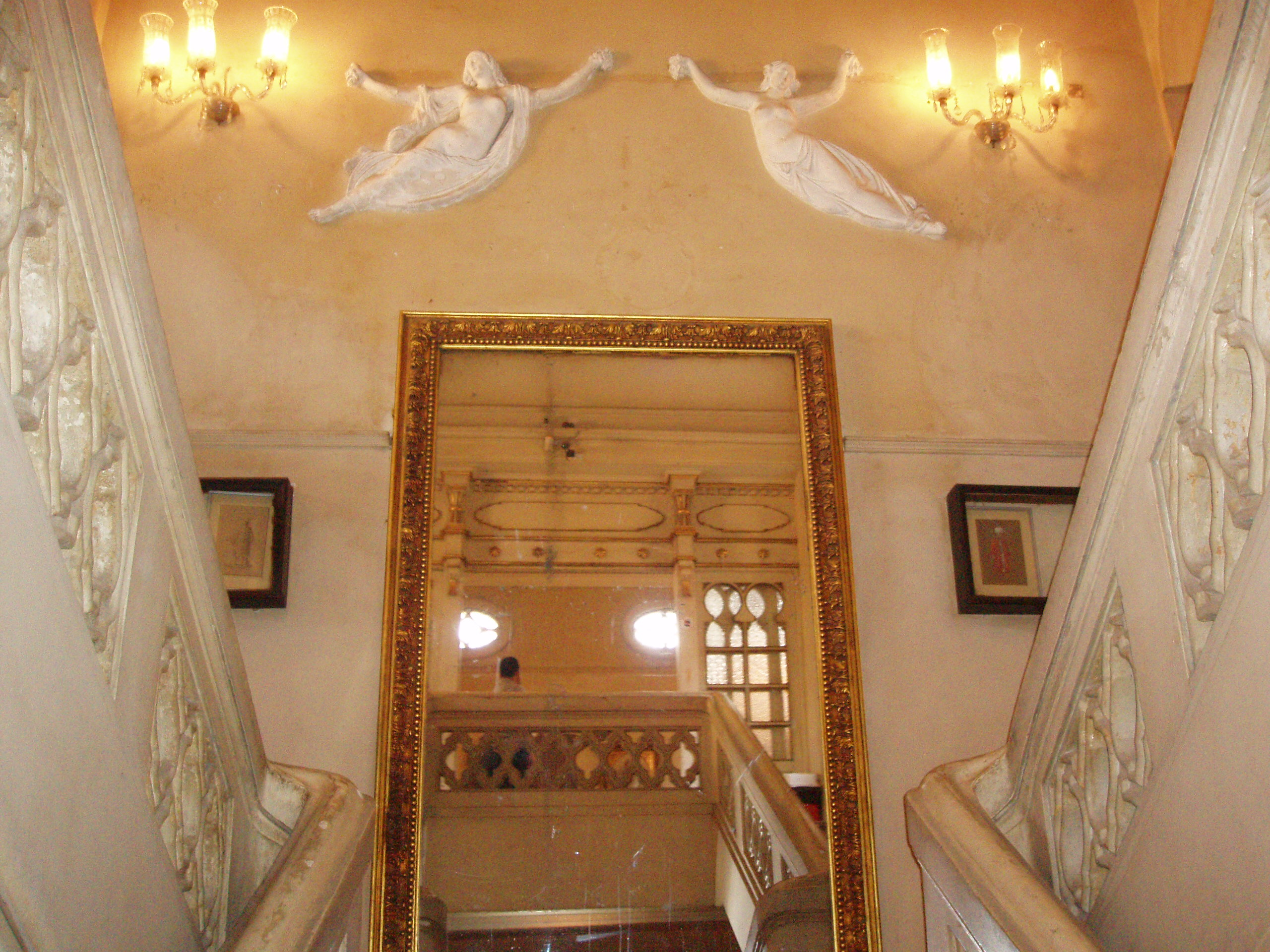
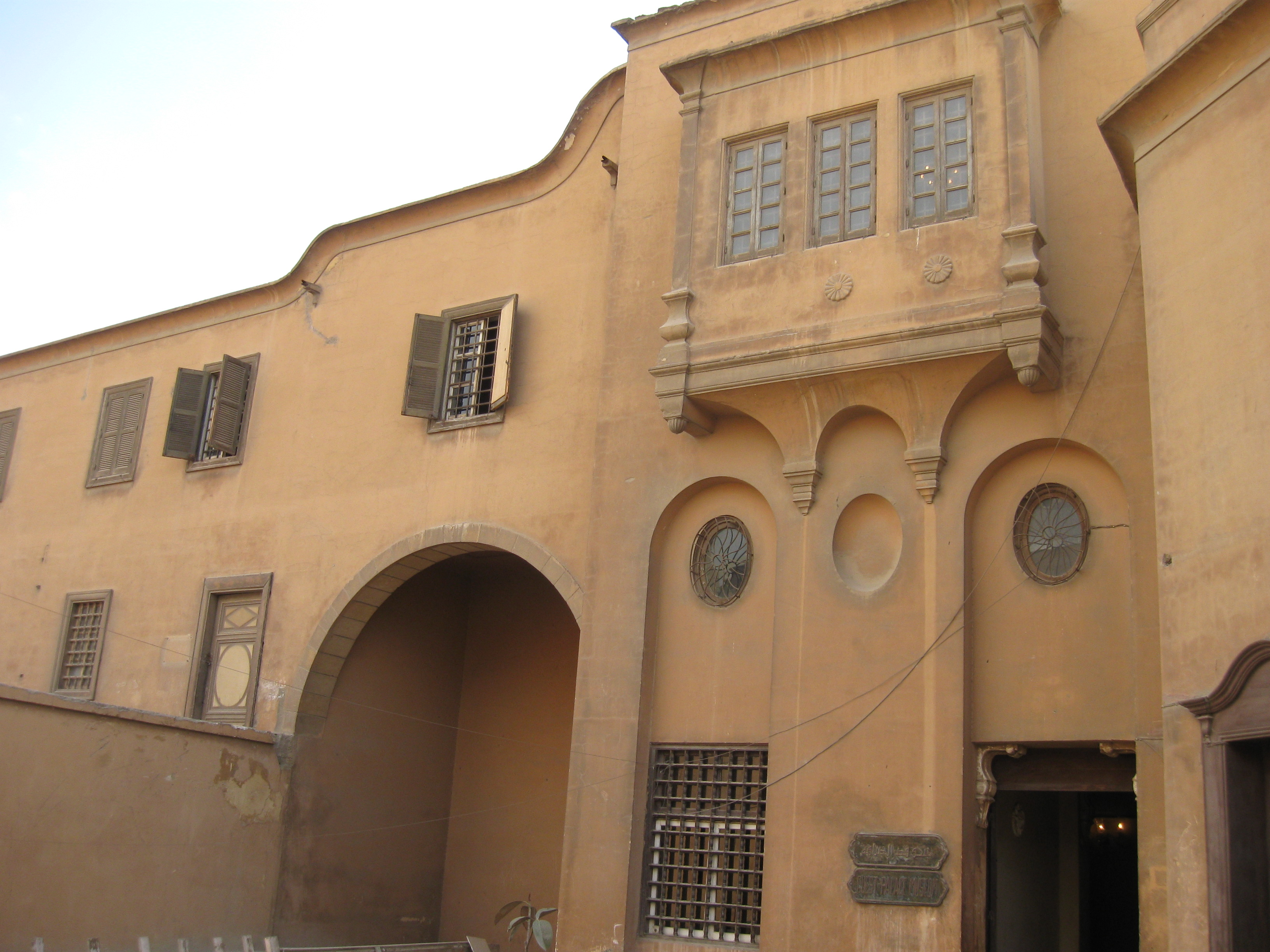

## وصلات خارجية
- متحف قصر الجوهرة - موقع قلعة القاهرة نسخة محفوظة 8 مايو 2009 على موقع واي باك مشين.
- قصر الجوهرة